# Syndrome de pénétration
Pour les articles homonymes, voir Pénétration.

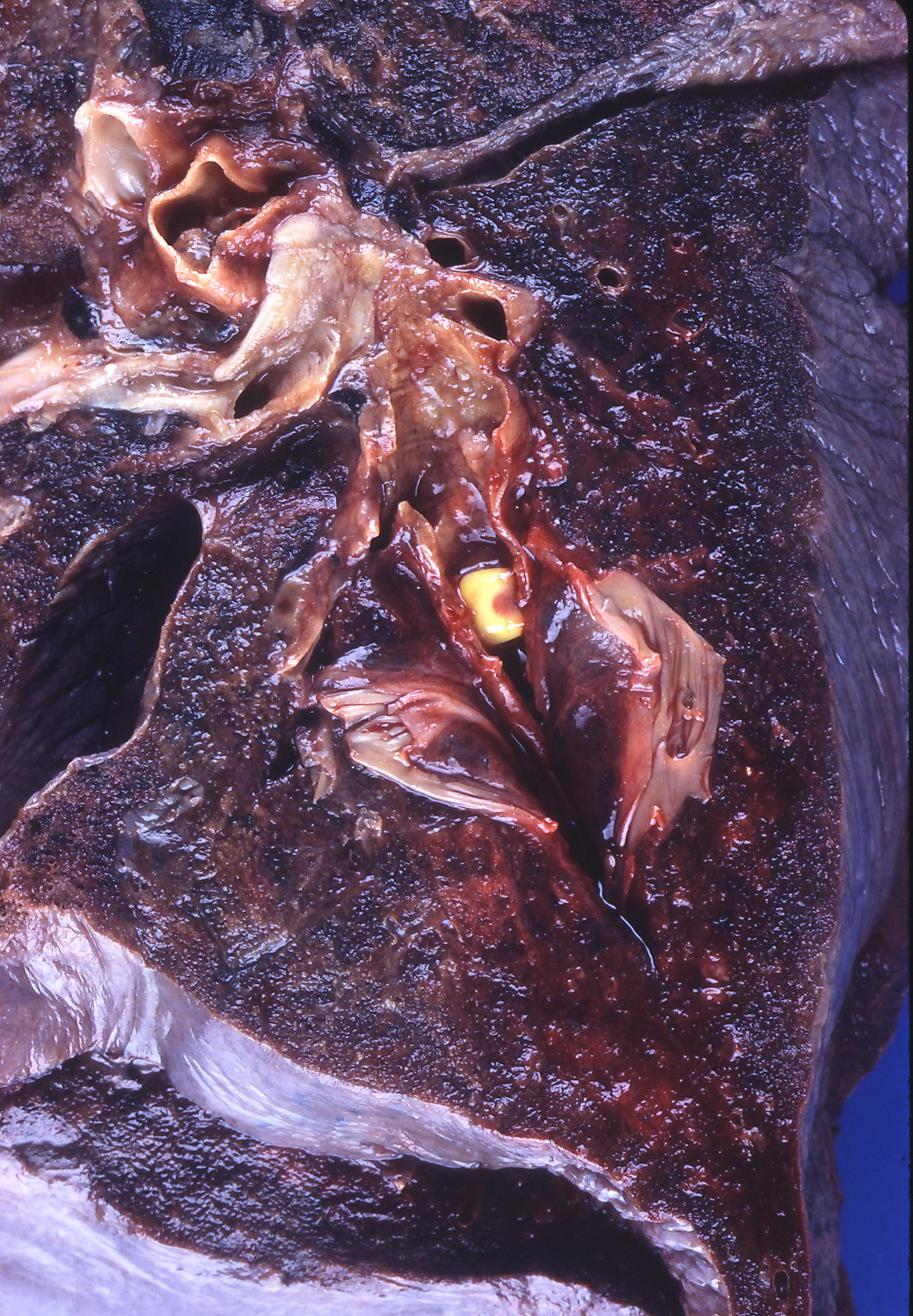
Inhalation d'un grain de maïs

Le syndrome de pénétration correspond à l'inhalation accidentelle de corps étranger. Il représente une urgence respiratoire pouvant mettre en jeu le pronostic vital.

## Épidémiologie
Ce syndrome est fréquent chez l'enfant et exceptionnel chez l'adulte. Le pic de fréquence est vers l'âge de 2 ans. Ce syndrome de pénétration correspond à une cause de détresse respiratoire pouvant mettre en jeu le pronostic vital. En effet 5 à 10 enfants en décèdent chaque année en France.

## Prévention
L’éducation des parents reste le meilleur traitement préventif de ce type d’accident : ne rien laisser à portée de main qui puisse pénétrer les voies aériennes. Il faut s’abstenir de laisser à portée des petits enfants des cacahuètes, la période de l’apéritif étant la plus dangereuse.

## Signes cliniques
Le syndrome de pénétration est un accident brutal qui se manifeste par des efforts de toux sont caractéristiques associés à une rougeur ou cyanose de la face et une suffocation intense, mais tout peut se réduire à quelques secousses de toux.

## Évolution
Après ce tableau aigu initial, deux éventualités sont possibles :
- le corps étranger reste mobile se déplaçant dans la trachée et/ou d’une bronche à l’autre, les signes fonctionnels persistent. Le risque d’un corps étranger mobile est double : aggravation brutale lors de la mobilisation de l’enfant ; mort subite en cas d’enclavement laryngé.
- le corps étranger est enclavé dans une bronche, on assiste à une accalmie fonctionnelle totale[3].

## Traitement en milieu non médical
S’il n’y a pas d’asphyxie aiguë : tant que le sujet tousse, il faut respecter cette toux et surtout n’appliquer aucun geste sur le sujet. Si le sujet s’épuise ou est asphyxique, il faut faire la manœuvre d’Heimlich. Chez le nouveau-né ou le petit enfant, on préfère la manœuvre de Mofenson qui consiste à appuyer sur le ventre en maintenant une main à plat sur le dos, et maintenir la tête vers le bas après l’avoir posé à plat ventre sur l’avant-bras.